# Берта Отбертинска
Берта Отбертинска (на италиански: Berta degli Obertenghi; † 14 май 1015) е чрез брак маркграфиня на Ивреа и кралица на Италия (1002 – 1014).

## Произход
Нейният произход е неизвестен, но се твърди, че тя е идентична с Берта от Милано, която е член на династията Отбертините и е дъщеря на маркиз Оберто II. Други учени предполагат, че тя би могла да е дъщеря на Хумберт Тоскански или на Амадей ди Мосецо (син на Анскар II Сполетски).

## Биография
Берта е съпруга на Ардуин от Ивреа и така е маркграфиня на Ивреа и кралица-консорт на Италия (1002 – 1014). Тя фигурира в осем кралски дипломи на съпруга си, в които често е наричана consors regni (кралска съпруга).
Умира на 14 май 1015 г., което е записано в некролога на абатство „Сен Бенин“ в Дижон по заповед на абат Гулиелмо да Волпиано.

## Брак и потомство
∞ ок. 1010 за Ардуин от Ивреа (* ок. 955, Помбия; † декември 1015, Абатство Фрутуария в Сан Бениньо), маркграф на Ивреа и от 1002 до 1004 г. крал на Италия, от когото има трима сина:
- Ардуин II (* X век, † 1015), вероятен маркграф на Ивреа (999 – 1015), ∞ за неизв., от която има двама сина
- Ото от Ивреа, маркграф на Ивреа (1015/1026), ∞ за неизв., от която ,има един вероятен син
- Гуиберт, маркграф на Ивреа (1015/1026 и 1029)